# Kronenkiebitz
Der Kronenkiebitz (Vanellus coronatus) ist eine afrikanische Vogelart aus der Familie der Regenpfeifer (Charadriidae). Es werden zwei Unterarten anerkannt, Vanellus coronatus coronatus, die von Äthiopien über Ostafrika, mit Ausnahme eines großen Teils von Mosambik, bis nach Südafrika und Namibia vorkommt, und V. c. demissus aus Somalia.

## Merkmale
Der Kronenkiebitz wird 20 bis 34 cm lang und erreicht ein Gewicht von 126 bis 200 g. Die Unterart V. c. demissus ist kleiner als die Nominatform. Namensgebend für den Vogel ist der schwarze Oberkopf, der von einem weißen und einem schwarzen Band umgeben ist. Brust und Oberseite sind fahlbraun, die dunklere untere Brust wird durch ein schwarzes Band vom weißen Bauch abgegrenzt. Die Beine und der Schnabel sind rötlich, die Schnabelspitze schwarz, die Augen orange-gelb. Im Flug ist ein diagonaler, weißer Flügelstreifen und der unten weiße, am Ende mit einem schwarzen Band versehene Schwanz zu sehen. Männchen und Weibchen unterscheiden sich farblich nicht, letztere sind nur etwas kleiner. Bei den Jungvögeln ist die Kopfzeichnung weniger deutlich. Der ähnliche Amethystrennvogel (Rhinoptilus chalcopterus) steht stets aufrechter und ist auch unterhalb der Augen und des Schnabels dunkel gefärbt.
Der Ruf des Kronenkiebitz ist ein schrilles „er-iek“, ein aufgeregtes „krie-krie-krieep-krieep“ (Hörbeispiel) oder „wiek-iieek-iieek“ (Hörbeispiel) und ein ratschendes „tri-tri-tri“.

## Lebensweise
Kronenkiebitze kommen in einem breiten Spektrum trockener Habitate vor, darunter baumlose oder nur spärlich baumbestandene Savannen, offene Areale in Dornwäldern, Wüsten und Dünen, aber auch Kulturland wie brachliegende Felder oder stadtnahe offene Flächen wie Golfplätze und Flughäfen. Die Vögel werden von Flächen angezogen, die kürzlich abgebrannt wurden. Im Allgemeinen meiden sie feuchte Böden und sind, im Unterschied zu vielen anderen Regenpfeifern, in der Nähe von Gewässern nicht besonders häufig.
Kronenkiebitze sind Teilzieher. In Ostafrika wandert ein großer Teil zur Regenzeit ab, andere sind Standvögel. In Südafrika ziehen die meisten Vögel. Die Wanderungen folgen den Trockenzeiten, die Vögel weichen dem Regen aus, da dadurch das Gras zu lang wird. Kronenkiebitze leben paarweise oder in Gruppen von 10 bis 40, maximal 150 Vögeln. Die Verbände halten nur lose zusammen.
Kronenkiebitze ernähren sich von Insekten und deren Larven, vor allem von Termiten, Käfern, Grashüpfern, Grillen und Ameisen, möglicherweise auch von Würmern. Die Nahrung wird vor allem während der Dämmerung, nachmittags und in mondhellen Nächten gesucht. Ähnlich wie Kuhreiher halten sich Kronenkiebitze in der Nähe von Rindern auf und schnappen die Insekten weg, die vom Vieh aufgescheucht werden oder suchen im Dung der Tiere.

## Fortpflanzung
Kronenkiebitze brüten vor allem während der Trockenzeit, in Ostafrika das ganze Jahr über, je nach Witterung, in Südafrika meist von Juni bis November. Sie sind monogam, nicht territorial und bauen ihre Nester in lockeren Kolonien, die Einzelnester sind 25 bis 50 m voneinander entfernt. Die Nester werden auf dem Erdboden errichtet, oft in der Nähe von Bäumen. Ein Brutplatz wird mehrere Jahre hintereinander benutzt. Das Gelege besteht aus zwei bis drei, seltener vier Eiern. Die Eiablage erfolgt in Tagesabständen. Beide Geschlechter brüten 28 bis 32 Tage lang. Die Küken sind oberseits schwärzlich-braun gescheckt, unterseits weißlich. Sie werden nach einem Monat flügge.